# Ella Purnell
Ella Summer Purnell (Whitechapel, 1996. szeptember 17. –) angol színésznő.

## Filmográfia

### Film
| Év   | Magyar cím                                   | Eredeti cím                                 | Szerep            | Magyar hang   | Rendező                 |
| ---- | -------------------------------------------- | ------------------------------------------- | ----------------- | ------------- | ----------------------- |
| 2010 | Ne engedj el                                 | Never Let Me Go                             | Ruth (gyerekként) | Jelinek Éva   | Mark Romanek            |
| 2011 | Betolakodók                                  | Intruders                                   | Mia Farrow        | Károlyi Lili  | Juan Carlos Fresnadillo |
| 2013 | HA/VER 2.                                    | Kick-Ass 2                                  | Dolce             | Pekár Adrienn | Jeff Wadlow             |
| 2014 | Demóna                                       | Maleficent                                  | Demóna (fiatalon) |               | Robert Stromberg        |
| 2014 |                                              | Wildlike                                    | Mackenzie         |               | Frank Hall Green        |
| 2015 | Az internetes zaklató                        | Cyberbully                                  | Megan             |               | Ben Chanan              |
| 2016 | Vándorsólyom kisasszony különleges gyermekei | Miss Peregrine’s Home For Peculiar Children | Emma              | Czető Zsanett | Tim Burton              |
| 2016 |                                              | The Journey Is the Destination              | Amy Eldon         |               | Bronwen Hughes          |
| 2017 | Churchill                                    | Churchill                                   | Helen Garrett     |               | Jonathan Teplitzky      |
| 2017 |                                              | Access All Areas                            | Mia               |               | Bryn Higgins            |
| 2018 | UFO                                          | UFO                                         | Natalie           | Gáspár Kata   | Ryan Eslinger           |
| 2021 | A halottak hadserege                         | Army of the Dead                            | Kate Ward         | Mentes Júlia  | Zack Snyder             |

### Televízió
| Év        | Magyar cím                 | Eredeti cím          | Szerep            | Megjegyzések               |
| --------- | -------------------------- | -------------------- | ----------------- | -------------------------- |
| 2018      | Agatha Christie - Az alibi | Ordeal by Innocence  | Hester Argyll     | 3 epizód                   |
| 2018-2019 |                            | Sweetbitter          | Tess              | főszereplő                 |
| 2020      |                            | Belgravia            | Lady Maria Grey   | főszereplő                 |
| 2021      | Star Trek: Protostar       | Star Trek: Protostar | Gwyndala          | főszereplő                 |
| 2021-2025 | Túlélőjátszma              | Yellowjackets        | Jackie (fiatalon) | 16 epizód                  |
| 2021-2024 | Arcane                     | Arcane               | Powder / Jinx     | főszereplő                 |
| 2024      | Fallout                    | Fallout              | Lucy MacLean      | főszereplő                 |
| 2024      | Legyőzhetetlen             | Invincible           | Jane              | 1 epizód                   |
| 2024      | Aranyom                    | Sweetpea             | Rhiannon          | főszereplő vezető producer |